# Liste des sites mégalithiques de l'Oxfordshire
Cette liste non exhaustive recense les principaux sites mégalithiques de l'Oxfordshire.

## Cartographie
Localisation des principaux sites mégalithiques d'Oxfordshire
| : Complexes mégalithiques · : Alignements, henges, cromlechs · : Dolmens, menhirs, tumulus, cairns · |

## Liste
| Site                    | Type                  | District            | Notes                                                                                     | Coordonnées                 | Image |
| ----------------------- | --------------------- | ------------------- | ----------------------------------------------------------------------------------------- | --------------------------- | ----- |
| Devil's Quoits (en)     | Cromlech              | West Oxfordshire    |                                                                                           | 51° 44′ 24″ N, 1° 24′ 21″ O |       |
| Hawk Stone (en)         | Menhir                | West Oxfordshire    |                                                                                           | 51° 54′ 32″ N, 1° 30′ 31″ O |       |
| Tumulus de Lyneham (en) | Tumulus allongé       | West Oxfordshire    |                                                                                           | 51° 53′ 14″ N, 1° 34′ 09″ O |       |
| Rollright Stones (en)   | Complexe mégalithique | West Oxfordshire    | Ensemble de trois sites, appelés The King's Men, The King Stone et The Whispering Knights | 51° 58′ 32″ N, 1° 34′ 15″ O |       |
| Cromlech de Stonor Park | Cromlech              | South Oxfordshire   |                                                                                           | 51° 35′ 47″ N, 0° 55′ 46″ O |       |
| Wayland's Smithy (en)   | Tumulus allongé       | Vale of White Horse |                                                                                           | 51° 34′ 02″ N, 1° 35′ 43″ O |       |